# Рефлексивний простір
Рефлексивний простір — банахів простір {\displaystyle X}, що збігається при канонічному вкладенні зі своїм другим спряженим {\displaystyle X^{**}}.

## Означення
Нехай {\displaystyle X^{*}} — простір, спряжений з {\displaystyle X}, тобто сукупність усіх неперервних лінійних функціоналів, визначених на {\displaystyle X}. Якщо {\displaystyle \langle x,f\rangle } — значення функціоналу {\displaystyle f\in X^{*}} на елементі {\displaystyle x\in X}, то при фіксованому {\displaystyle x} і {\displaystyle f},
що пробігають {\displaystyle X^{*}}, вираз {\displaystyle \langle x,f\rangle ={\mathcal {F}}_{x}(f)} буде лінійним функціоналом на {\displaystyle X^{*}}, тобто елементом простору {\displaystyle X^{**}}.
Нехай {\displaystyle {\overline {X}}\subset X^{**}} — множина таких функціоналів.
Відповідність {\displaystyle x\to {\mathcal {F}}_{x}} є ізоморфізм, що не змінює норму {\displaystyle |\!|x|\!|=|\!|{\mathcal {F}}_{x}|\!|}.
Якщо {\displaystyle {\overline {X}}=X^{**}}, то простір {\displaystyle X} називається рефлексивним.

## Приклади
- Простори {\displaystyle \ell _{p}} і {\displaystyle L_{p}(a,b)}, {\displaystyle 1<p<\infty }, рефлексивні,
- Простори {\displaystyle C[a,b]}, {\displaystyle L_{1}[a,b],L_{\infty }[a,b]} не рефлексивні.

## Властивості
- Простір {\displaystyle X} рефлексивний тоді і тільки тоді, коли {\displaystyle X^{*}} рефлексивно.
- Простір X рефлексивний тоді і тільки тоді, коли одинична куля цього простору слабо компактна.
- Рефлексивний простір слабко повний. Зворотне невірно, існують слабко повні нерефлексівним простору, наприклад  {\displaystyle L_{1}}.
- Замкнутий підпростір рефлексивного простору рефлексивно.

## Варіації і узагальнення
- Поняття рефлексивності природним чином поширюється на локально опуклі простори.